# Campionato italiano assoluto di scacchi 2024
Il Campionato italiano assoluto 2024 è  stata l'83ª edizione del campionato italiano di scacchi, organizzato dalla Federazione Scacchistica Italiana. La finale del torneo si è svolta a Torino  dal 26 novembre al 7 dicembre 2024, nella struttura dell'Archivio di Stato.
Il campionato è stato vinto dal grande maestro Francesco Sonis, per la prima volta.

## Formula
Il CIA 2024 si svolge in quattro fasi, chiamate "ottavi di finale", "quarti di finale", "semifinale" e "finale".

### Ottavi e quarti di finale
Gli ottavi di finale sono stati i campionati provinciali, svoltisi in tutto il paese nel periodo gennaio-aprile. Gli ottavi di finale davano diritto alla qualificazione ai successivi quarti di finali i giocatori dalla prima categoria nazionale a scendere in una quota del 30%. I quarti di finale sono stati i campionati regionali che si sono svolti nel periodo aprile-giugno. Concorrevano alla qualificazione alla semifinale i giocatori qualificati dagli ottavi di finale e coloro che pur avendo il titolo di candidato maestro nazionale avevano un punteggio elo fide inferiore ai 2100.

### Semifinale
La semifinale del CIA 2024 è stata un torneo open a sistema svizzero al quale avrebbero potuto accedere tutti i tesserati alla FSI con cittadinanza italiana con i seguenti requisiti:
1. Tesserati con Elo superiore a 2100
2. Il 20% dei partecipanti ai campionati regionali (quarti di finale) fra coloro che detenevano il titolo di almeno candidato maestro nazionale e un punteggio inferiore a 2100 e coloro con una categoria nazionale inferiore a candidato maestro nazionale che abbiano ottenuto la qualificazione ai quarti dagli ottavi di finale.

Si è disputata a Parma dal 21 al 28 luglio del 2024 ed è stata vinta dal maestro FIDE Gabriele Lumachi con il punteggio di 7 su 9.

### Finale
La Finale del CIA 2024 sarà torneo con girone all'italiana semplice a 12 partecipanti.
I 12 concorrenti si qualificheranno secondo i seguenti criteri:
1. i primi 3 della finale del CIA 2023: Luca Moroni, Lorenzo Lodici, Sabino Brunello;
2. i primi 3 della semifinale: Gabriele Lumachi, Valerio Carnicelli, Claudio Paduano;
3. il primo classificato del Campionato juniores del 2023: Simone Pozzari;
4. i primi 4 giocatori per Elo, considerando la media Elo degli ultimi dodici mesi dall'agosto del 2023 al luglio del 2024 e un numero minimo di 36 partite valide per la variazione dell'Elo FIDE giocate nello stesso periodo;
5. wildcard stabilita dalla FSI.[3]

La cadenza stabilita per le partite è di 100 minuti per le prime 40 mosse, 50 minuti per le successive 20 mosse, 15 minuti dalla 61ª mossa in poi, 30 secondi di incremento a mossa da mossa 1.

### Spareggi
In caso di ex aequo sia per la vittoria finale che per il podio è previsto un sistema di spareggio a gruppi di due:
- Due partite rapid a 12 minuti con 3 secondi di incremento a mossa a partitre da mossa 1.
- In caso di ulteriore parità due partite lampo a 3 minuti, con 2 secondi di incremento a mossa a partire da mossa 1.
- Persistendo la parità è previsto il sistema sudden death nel quale il giocatore con il bianco ha 6 minuti di tempo, mentre il giocatore con il nero ha 5 minuti di tempo, ma ottiene la vittoria della partita anche in caso di patta.

In caso di pari merito tra più di due partecipanti era inoltre previsto un mini round-robin tra i giocatori coinvolti con le stesse cadenze.

## Finale

### Partecipanti
Alla finale partecipano dodici giocatori, in base a criteri stabiliti dalla FSI.
| Nr. | Giocatore             | Criterio di qualificazione                     |
| --- | --------------------- | ---------------------------------------------- |
| 1   | Luca Moroni           | Vincitore del CIA 2023                         |
| -   | Lorenzo Lodici        | Secondo classificato al CIA 2023               |
| 2   | Sabino Brunello       | Terzo classificato al CIA 2023                 |
| 3   | FM Gabriele Lumachi   | Vincitore della Semifinale                     |
| 4   | FM Valerio Carnicelli | Secondo classificato alla Semifinale           |
| 5   | FM Claudio Paduano    | Terzo classificato alla Semifinale             |
| 6   | FM Simone Pozzari     | Campione italiano juniores 2023                |
| 7   | Francesco Sonis       | Media Elo nel periodo agosto 2023-luglio 2024  |
| 8   | Pier Luigi Basso      | Media Elo nel periodo agosto 2023-luglio 2024  |
| 9   | IM Sebastian Iermito  | Media Elo nel periodo agosto 2023-luglio 2024  |
| 10  | Alberto David         | Media Elo nel periodo agosto 2023-luglio 2024  |
| 11  | Alberto Barp          | Media Elo nel periodo agosto 2023-luglio 2024  |
| 12  | Michele Godena        | wild card assegnata dal Consiglio Federale FSI |

### Classifica
Classifica finale dopo 11 turni.
| #  | Giocatore          | Elo  | 1 | 2 | 3 | 4 | 5 | 6 | 7 | 8 | 9 | 10 | 11 | 12 | Totale | S-B |
| -- | ------------------ | ---- | - | - | - | - | - | - | - | - | - | -- | -- | -- | ------ | --- |
| 1  | Francesco Sonis    | 2558 |   |   |   |   |   |   |   |   |   |    |    |    | 7,5    |     |
| 2  | Sabino Brunello    | 2518 |   |   |   |   |   |   |   |   |   |    |    |    | 7      |     |
| 3  | Gabriele Lumachi   | 2438 |   |   |   |   |   |   |   |   |   |    |    |    | 7      |     |
| 4  | Luca Moroni        | 2571 |   |   |   |   |   |   |   |   |   |    |    |    | 7      |     |
| 5  | Sebastian Iermito  | 2517 |   |   |   |   |   |   |   |   |   |    |    |    | 6,5    |     |
| 6  | Pier Luigi Basso   | 2516 |   |   |   |   |   |   |   |   |   |    |    |    | 6      |     |
| 7  | Michele Godena     | 2419 |   |   |   |   |   |   |   |   |   |    |    |    | 6      |     |
| 8  | Alberto David      | 2494 |   |   |   |   |   |   |   |   |   |    |    |    | 5      |     |
| 9  | Valerio Carnicelli | 2362 |   |   |   |   |   |   |   |   |   |    |    |    | 4,5    |     |
| 10 | Alberto Barp       | 2442 |   |   |   |   |   |   |   |   |   |    |    |    | 4      |     |
| 11 | Simone Pozzari     | 2048 |   |   |   |   |   |   |   |   |   |    |    |    | 3,5    |     |
| 12 | Claudio Paduano    | 2262 |   |   |   |   |   |   |   |   |   |    |    |    | 2      |     |